# Megasema sublima
Megasema sublima är en fjärilsart som beskrevs av Igor Kozhanchikov 1925. Megasema sublima ingår i släktet Megasema och familjen nattflyn. Inga underarter finns listade i Catalogue of Life.